# Hjernekontusion
Cerebral kontusion eller hjernekontusion (latin: contusio cerebri), en form for traumatisk hjerneskade, er blå mærker på hjernevævet. Ligesom med blå mærker i andet væv, kan cerebrale kontusioner associerers med flere mikroblødninger, små blodkar der lækker ind i hjernevævet. Kontusioner sker i 20-30 % af de svære hovedskader. En cerebral laceration er en lignende skade, bortset fra, ifølge deres respektive definitioner, pia-arachnoid-membranerne er revet over på skadesstedet ved en laceration, og ikke er revet over ved en kontusion. Skaden kan skabe en forringelse i mental funktion over tid, og i den akutte fase kan den resultere i hjernekompression, en livfarlig tilstand i hvilken dele af hjernen presses forbi dele af kraniet. Derfor er formålet med behandling at forhindre farlige stigninger i intrakranialt tryk, trykket inde i kraniet.
Kontusioner heler formentlig selv uden medicinsk intervention.